# Enterprise (natante)
L'Enterprise è un natante a vela da regata, la cui classe è riconosciuta dalla International Sailing Federation .